# كاهن أبرشية
كاهن الأبرشية أو قس الأبرشية هو شخص مسيحي مرسوم مسؤول عن منطقة صغيرة، يغلب أن تكون أبرشية. كان هذا المصطلح يستخدم في السابق للإشارة إلى بعض رجال الدين الأنجليكيين، ونادرًا ما استخدم للإشارة إلى القساوسة المرسومين في بعض الكنائس الأخرى. لم يعد مصطلحًا رسميًا يشير إلى وظيفة محددة داخل الأنجليكية، ولكن له بعض الاستخدام التاريخي والعامي المستمر.
أما في ألمانيا فكاهن الأبرشية (بالألمانية: Pfarrer) هو في المجتمعات المسيحية الشخص المكلف بقيادة بلدية الكنيسة ‏ (Kirchengemeinde) أو الرعية ويكون مسؤولاً عن الإشراف على القداديس في الكنيسة ، وتقديم الرعاية الروحية ولإدارة الشؤون الدنيوية للرعية. يمكن في الكنيسة الرومانية الكثليّة للكاهن فقط أن يصبح كاهن أبرشية.